# Championnat d'Amérique du Sud de rugby à XV 2006
 (signalé en mai 2025).
Si vous disposez d'ouvrages ou d'articles de référence ou si vous connaissez des sites web de qualité traitant du thème abordé ici, merci de compléter l'article en donnant les références utiles à sa vérifiabilité et en les liant à la section « Notes et références ».
- Archive Wikiwix
- Bing
- Cairn
- DuckDuckGo
- E. Universalis
- Gallica
- Google
- G. Books
- G. News
- G. Scholar
- Persée
- Qwant
- (zh) Baidu
- (ru) Yandex
- (wd) trouver des œuvres sur Wikidata

Navigation
Championnat 2005 Championnat 2007
Le Championnat d'Amérique du Sud de rugby à XV 2006 est une compétition de rugby à XV organisée par la Confederación sudamericana de rugby. La 28e édition se déroule du 1er juillet au 27 juillet 2006 et est remportée par l'équipe d'Argentine.

## Équipes participantes
| Division A - Argentine - Chili - Uruguay | Division B - Brésil - Colombie - Costa Rica - Pérou - Venezuela |

## Division A

### Format
L'Argentine, le Chili et l'Uruguay disputent des matchs sous la forme d'un tournoi. Le premier est déclaré vainqueur.

### Classement
| Rang | Nation        | J | V | N | D | Pm | Pe  | Diff | Pts |
| ---- | ------------- | - | - | - | - | -- | --- | ---- | --- |
| 1    | Argentine (T) | 2 | 2 | 0 | 0 | 86 | 13  | +73  | 6   |
| 2    | Uruguay       | 2 | 1 | 0 | 1 | 43 | 41  | +2   | 4   |
| 3    | Chili         | 2 | 0 | 0 | 2 | 28 | 103 | -75  | 2   |

|  | Vainqueur (no 1).        |
|  | T : Tenant du titre 2005 |

### Résultats
| 1er juillet 2006 | Chili | 13 – 60 | Argentine | Prince of Wales Country Club, Santiago 5 000 spectateurs Arbitre : Goddard |
| 1er juillet 2006 |       |         |           | Prince of Wales Country Club, Santiago 5 000 spectateurs Arbitre : Goddard |
| 1er juillet 2006 |       |         |           | Prince of Wales Country Club, Santiago 5 000 spectateurs Arbitre : Goddard |

| 8 juillet 2006 | Argentine | 26 – 0 | Uruguay | Estadio del Club Atlético San Isidro, Buenos Aires 2 000 spectateurs Arbitre : Nigel Owens |
| 8 juillet 2006 |           |        |         | Estadio del Club Atlético San Isidro, Buenos Aires 2 000 spectateurs Arbitre : Nigel Owens |
| 8 juillet 2006 |           |        |         | Estadio del Club Atlético San Isidro, Buenos Aires 2 000 spectateurs Arbitre : Nigel Owens |

| 22 juillet 2006 | Uruguay | 43 – 15 | Chili | Estadio Gran Parque Central, Montevideo 10 000 spectateurs Arbitre : Craig Joubert |
| 22 juillet 2006 |         |         |       | Estadio Gran Parque Central, Montevideo 10 000 spectateurs Arbitre : Craig Joubert |
| 22 juillet 2006 |         |         |       | Estadio Gran Parque Central, Montevideo 10 000 spectateurs Arbitre : Craig Joubert |

## Division B

### Format
Le Brésil, la Colombie, le Venezuela, le Pérou et le Costa Rica disputent le tournoi à Caracas du 14 octobre au 22 octobre 2006. Le premier est déclaré vainqueur.

### Classement
| Rang | Nation     | J | V | N | D | Pm  | Pe  | Diff | Pts |
| ---- | ---------- | - | - | - | - | --- | --- | ---- | --- |
| 1    | Brésil     | 4 | 4 | 0 | 0 | 193 | 16  | +177 | 12  |
| 2    | Colombie   | 4 | 3 | 0 | 1 | 96  | 67  | +29  | 10  |
| 3    | Venezuela  | 4 | 2 | 0 | 2 | 101 | 53  | +48  | 8   |
| 4    | Pérou      | 4 | 1 | 0 | 3 | 44  | 68  | -24  | 6   |
| 5    | Costa Rica | 4 | 0 | 0 | 4 | 8   | 238 | -230 | 4   |

|  | Vainqueur (no 1). |

### Résultats
| 14 octobre 2006 | Brésil | 36 – 10 | Pérou | Caracas |
| 14 octobre 2006 |        |         |       | Caracas |
| 14 octobre 2006 |        |         |       | Caracas |

| 14 octobre 2006 | Venezuela | 70 – 0 | Costa Rica | Caracas |
| 14 octobre 2006 |           |        |            | Caracas |
| 14 octobre 2006 |           |        |            | Caracas |

| 16 octobre 2006 | Brésil | 95 – 0 | Costa Rica | Caracas |
| 16 octobre 2006 |        |        |            | Caracas |
| 16 octobre 2006 |        |        |            | Caracas |

| 16 octobre 2006 | Venezuela | 22 – 28 | Colombie | Caracas |
| 16 octobre 2006 |           |         |          | Caracas |
| 16 octobre 2006 |           |         |          | Caracas |

| 18 octobre 2006 | Colombie | 42 – 5 | Costa Rica | Caracas |
| 18 octobre 2006 |          |        |            | Caracas |
| 18 octobre 2006 |          |        |            | Caracas |

| 18 octobre 2006 | Venezuela | 6 – 0 | Pérou | Caracas |
| 18 octobre 2006 |           |       |       | Caracas |
| 18 octobre 2006 |           |       |       | Caracas |

| 20 octobre 2006 | Pérou | 31 – 3 | Costa Rica | Caracas |
| 20 octobre 2006 |       |        |            | Caracas |
| 20 octobre 2006 |       |        |            | Caracas |

| 20 octobre 2006 | Brésil | 37 – 3 | Colombie | Caracas |
| 20 octobre 2006 |        |        |          | Caracas |
| 20 octobre 2006 |        |        |          | Caracas |

| 22 octobre 2006 | Colombie | 23 – 3 | Pérou | Caracas |
| 22 octobre 2006 |          |        |       | Caracas |
| 22 octobre 2006 |          |        |       | Caracas |

| 22 octobre 2006 | Venezuela | 3 – 25 | Brésil | Caracas |
| 22 octobre 2006 |           |        |        | Caracas |
| 22 octobre 2006 |           |        |        | Caracas |